# Cordillère des Andes
Cordillère des Andes es un álbum de estudio de Los Calchakis, grabado en 1967 con el sello Barclay, filial de la casa francesa ARION, con el subtítulo de Chants et danses de l'Amérique du Sud.

## Lista de canciones
| N.º | Título               | Música                        | Duración |  |
| 1.  | «Pedrito y María»    | folklore                      |          |  |
| 2.  | «Pasito»             | Rafael Godoy                  |          |  |
| 3.  | «Se fue el carnaval» | Amaru y Huayta                |          |  |
| 4.  | «Estanislao»         | folklore                      |          |  |
| 5.  | «Amores hallarás +»  | albazo                        |          |  |
| 6.  | «Mensaje costeño ++» | Amaru y Huayta                |          |  |
| 7.  | «Tuita la noche +++» | folklore                      |          |  |
| 8.  | «Berceuse indienne»  |                               |          |  |
| 9.  | «El cuchipe»         | folklore                      |          |  |
| 10. | «Coplas quebradeñas» | Antonio Pantoja               |          |  |
| 11. | «El cóndor pasa»     | danza de Daniel Alomía Robles |          |  |
| 12. | «Tikiminiki +++»     | Gilberto Rojas Enríquez       |          |  |
| 13. | «Arroyito campesino» | Rafael Mejía                  |          |  |
| 14. | «Pollerita colorada» | Julio Santos Espinosa         |          |  |

+ Temas repetido en La flute indienne / Vol 1
++ Tema repetidos en Au Perou avec Los Calchakis
+++ Tema repetidos de En Bolivie avec Los Calchakis

## Integrantes
- Héctor Miranda
- Ana María Miranda (Huaÿta)
- Guillermo de la Roca
- Joel Perri (Amaru)
- Nicolás Pérez González
- Gonzalo Reig